# Eric Ayuk
Eric Ayuk Mbu (Yaoundé, 17 febbraio 1997) è un calciatore camerunese, centrocampista svincolato.

## Carriera

### Club
Ayuk ha cominciato la propria carriera in Thailandia. Dopo aver giocato nelle giovanili del Buriram United, è passato al Surin City, per accordarsi successivamente con il Phichit.
Il 3 marzo 2015 si è trasferito agli statunitensi del Philadelphia Union, franchigia militante nella Major League Soccer. Ha esordito in squadra il 21 marzo, subentrando ad Andrew Wenger nella sconfitta casalinga per 0-2 contro Dallas. Il 25 aprile ha trovato la prima rete in campionato, nella sconfitta per 4-1 sul campo del Columbus Crew.
Successivamente, è stato ceduto in prestito agli Harrisburg City Islanders e poi al Bethlehem Steel. Nel 2017 ha giocato, sempre in prestito, in Svezia nello Jönköpings Södra, con cui ha collezionato 12 presenze senza mai partire titolare.

### Nazionale
Ayuk è stato convocato dal Camerun under 20 in vista della Coppa delle Nazioni Africane di categoria del 2017. Il 27 febbraio ha effettuato quindi il proprio esordio nella manifestazione, schierato titolare nella sconfitta per 1-3 contro il Sudafrica, in cui ha segnato la rete in favore della sua squadra.